# Untergrundmessehaus

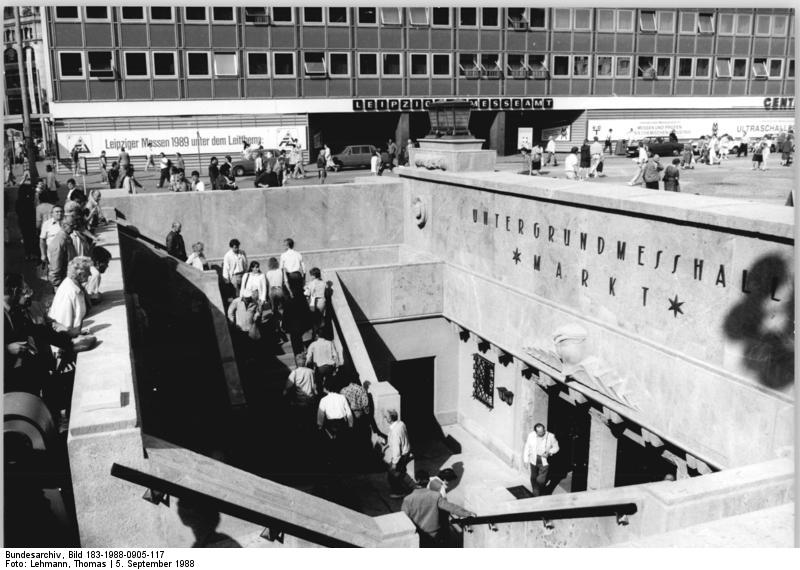
Untergrundmessehaus zur Herbstmesse 1988 nach der 1986–1988 erfolgten Sanierung

Das Untergrundmessehaus (auch Untergrundmessehalle oder in historischer Schreibweise auch Untergrundmeßhalle) war das erste unterirdische Ausstellungsgebäude der Welt und befand sich unter dem Leipziger Markt.

## Geschichte

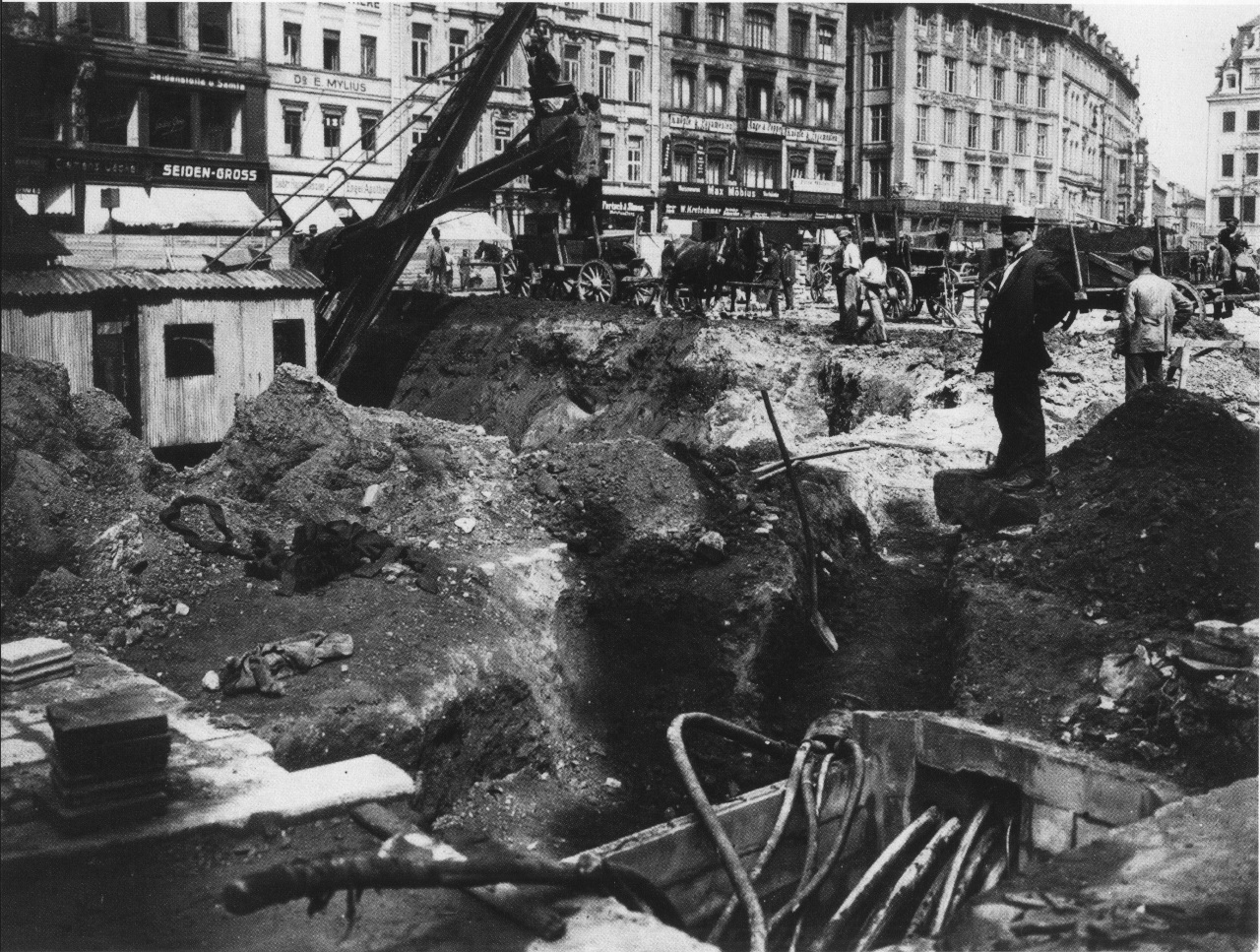
Bau des Untergrundmessehauses, Mai 1924.

Zur Leipziger Messe im Jahre 1919 konnten rund 2000 Aussteller infolge Überbelegung der Messehäuser keinen Messestand mehr erhalten. Aus diesem Grund wurde kurzerhand für die Zeit der Messe auf dem Markt vor dem Alten Rathaus eine Holzhalle von 40 Metern mal 80 Metern aufgestellt. Diese musste jedoch zu jeder Messe aufs Neue auf- und wieder abgebaut werden. 1922 befristete der Rat der Stadt seine Zustimmung zu dieser Lösung nur bis zur Herbstmesse 1924, danach lehnte er jeden Aufbau auf dem Markt ab. Da die Baracke zwar das Gesamtbild des Marktes erheblich störte, die zentrale Lage inmitten des Stadtzentrums aber viele Vorteile brachte, drängten die Aussteller auf eine dauerhafte Lösung. Die einzige Möglichkeit, um dort weiterhin ausstellen zu können, war nun, die Ausstellungshalle unterirdisch zu bauen.
Also begann man am 23. Mai 1924 mit den Ausschachtungsarbeiten für das erste (und wohl bis heute einzige) unterirdische Ausstellungsgebäude der Welt nach den Plänen von Carl Crämer. Die zur Frühjahrsmesse 1925 eröffnete Untergrundmessehalle hatte Abmessungen von 98 Metern Länge und 45 Metern Breite und verfügte über eine Ausstellungsfläche von 1800 m² für 175 Aussteller.
Das sich sehr gut in das historische Ensemble einfügende Eingangsbauwerk mit Schmuckdetails im Stile des Art déco wurde von Otto Droge gestaltet. Hinter einer niedrigen Brüstung aus Rochlitzer Porphyr erfolgt der Zutritt zum Messehaus über eine zweiläufige Treppenanlage an der südlichen Stirnseite des Marktes.
Zwischen 1986 und 1988 wurde das Bauwerk wegen seines schlechten baulichen Zustandes grundsaniert. Weil es dabei etwas vergrößert wurde, entsprach der Umfang der Arbeiten einem Neubau.
Nach der Verlegung der Leipziger Messe aus der Innenstadt auf das Neue Messegelände wurde das Untergrundmessehaus von der Diskothek „Markt 1“ genutzt.

## Eingang zur City-Tunnel-Station Markt

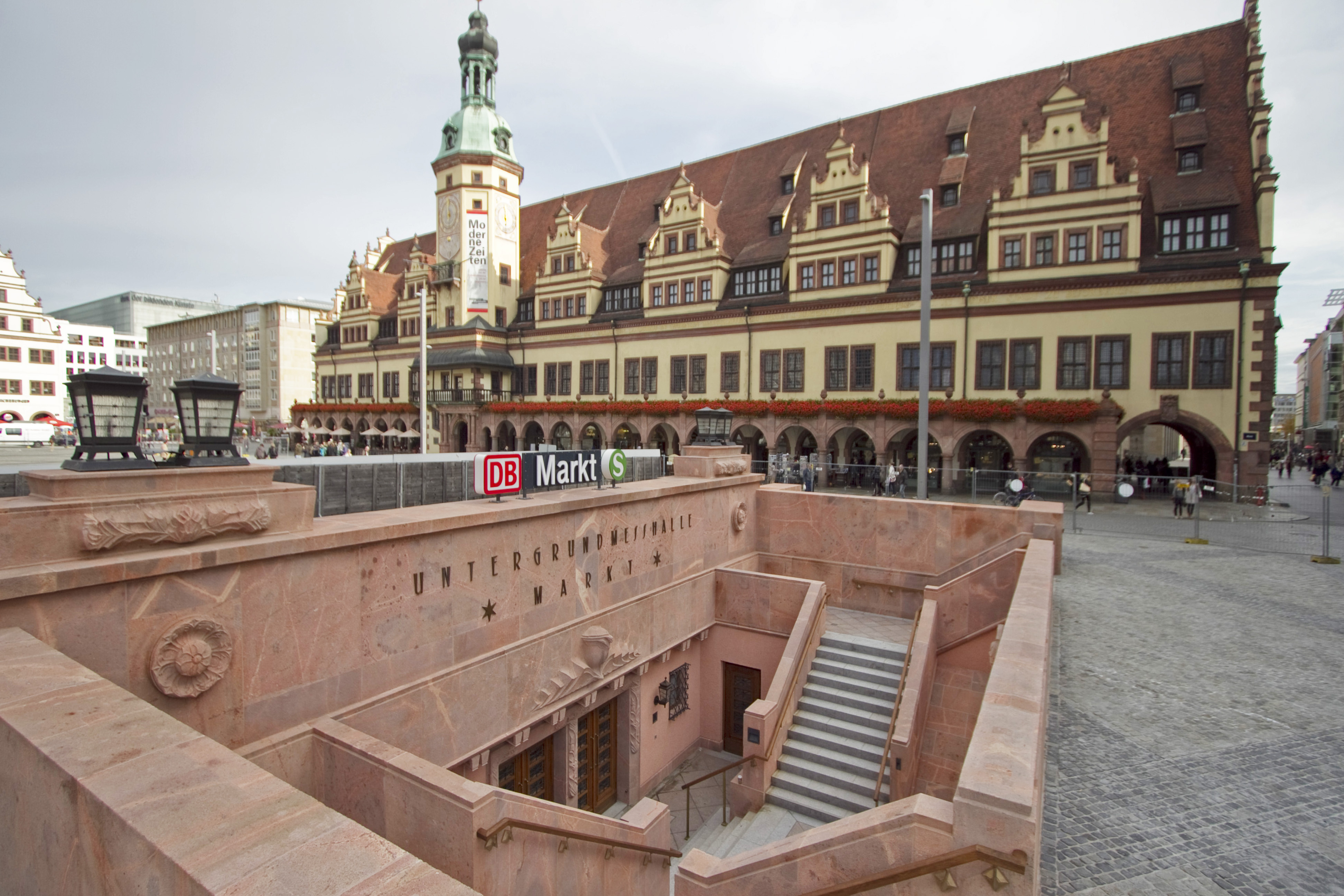
Wiederhergestellter historischer Zugang, heute zur City-Tunnel-Station

Im Zuge des Baus des Leipziger City-Tunnels musste das Untergrundmessehaus im Oktober 2005 abgetragen werden. Es entstand an seiner Stelle der unterirdische Haltepunkt Leipzig Markt, die Inbetriebnahme erfolgte am 15. Dezember 2013. An das Untergrundmessehaus erinnert der Eingang Süd der City-Tunnel-Station, der originalgetreu in Otto Droges unter Denkmalschutz stehender Form wiederaufgebaut wurde.